# Break Every Rule (Lied)
Break Every Rule ist ein Lied von Tina Turner aus dem Jahr 1986. Es erschien als Singleauskopplung aus ihrem gleichnamigen sechsten Soloalbum.

## Entstehung und Veröffentlichung
Das Lied wurde gemeinsam von Rupert Hine und Jeannette Obstoj geschrieben beziehungsweise komponiert. Hine zeichnete darüber hinaus auch für das Arrangement, den Begleitgesang, die Instrumentierung und Produktion verantwortlich. Neben der Instrumentierung durch Hine wurde Jamie West-Oram an der Gitarre engagiert. Die Abmischung erfolgte unter der Leitung von Stephen W. Tayler.
Die Erstveröffentlichung von Break Every Rule erfolgte als Teil von Tina Turners sechstem Soloalbum Break Every Rule am 5. September 1986. Am 22. April 1987 erschien es als 7″-Single mit der B-Seite Take Me to the River.

## Charts und Chartplatzierungen
| ChartsChartplatzierungen       | Höchstplatzierung | Wochen/ Monate |
| ------------------------------ | ----------------- | -------------- |
| Deutschland (GfK)              | 38 (7 Wo.)        | 7 Wo.          |
| Österreich (Ö3)                | 21 (½ Mt.)        | ½ Mt.          |
| Vereinigtes Königreich (OCC)   | 44 (4 Wo.)        | 4 Wo.          |
| Vereinigte Staaten (Billboard) | 74 (5 Wo.)        | 5 Wo.          |